# Dipartimento di Oberá
Oberá è un dipartimento argentino, situato nel centro-est della provincia di Misiones, con capoluogo Oberá.
Esso confina con i dipartimenti di San Ignacio, Cainguás, Veinticinco de Mayo, San Javier, Leandro N. Alem e Candelaria, e con la repubblica del Brasile.
Secondo il censimento del 2010, su un territorio di 1.564 km², la popolazione ammontava a 107.501 abitanti.
Municipi del dipartimento sono:
- Campo Ramón
- Campo Viera
- Colonia Alberdi
- General Alvear
- Guaraní
- Los Helechos
- Oberá
- Panambí
- San Martín